# Ziegelpagode von Xiangle
Die Ziegelpagode von Xiangle (湘乐砖塔,  Xiānglè zhuāntǎ) ist eine buddhistische Pagode aus der Zeit der Song-Dynastie in der Großgemeinde Xiangle im Kreis Ning (宁县; Pinyin: Níng Xiàn) im Südosten der bezirksfreien Stadt Qingyang der chinesischen Provinz Gansu.
Die im Turmstil aus Holz und Ziegeln erbaute Pagode ist achteckig und hat sieben Geschosse. Sie liefert ein Zeugnis für die in der Zeit der Song-Dynastie bereits weit entwickelt Ziegelpagoden-Baukunst in Gansu.
Die Ziegelpagode von Xiangle steht seit 2006 auf der Liste der Denkmäler der Volksrepublik China (6-794).
Koordinaten: 35° 35′ 42,3″ N, 108° 8′ 26,2″ O